# Vía de Escape
Vía de Escape es una banda ska-punk de la Isla de Margarita, Venezuela.

## Biografía
Nace a mediados de 1994 por iniciativa de los hermanos Moser y Marco Salaverría, siendo este último, el baterista más joven de la isla para ese momento, contando con tan solo 12 años de edad.
Tratando de emular los sonidos del Punk Británico, N. Americano y Español, con influencias directas de grupos como los Sex Pistols, The Ramones, La Polla Records, Siniestro Total y Kortatu entre otros, logran realizar varias presentaciones.
A principios del año 95 entra Marco Machado a compartir la guitarra, la banda comienza a madurar cambios musicales en cuanto al ritmo e influencias, para seguir el proceso evolutivo, ampliando sus tendencias con ritmos como el SKA y el REGGAE; siendo estos los precursores de este género en Margarita, para luego lograr establecerse en lo que es hoy, su muy peculiar estilo, el SKA & PUNK. 
Vía de Escape no deja de presentarse en los escenarios insulares. En 1996, Vanessa Rodríguez entra al grupo haciendo coro en tres o cuatro canciones, haciendo pruebas e innovando pasó a ser la voz líder, invitan a Ramsés Antolines quien toca el saxofón. En el año 1998 Vanessa deja la banda, en ese momento Richard Mena queda al mando de la Voz y desarrollando el peculiar logo de la banda. A mediados de este año Chiara Cazzulani es invitada a interpretar los coros de algunas canciones y, para octubre del 2000 sale Richard de las filas de VIa de Escape y logran encontrar el recurso humano ideal para el Ska & Punk, que desde sus inicios se buscaba, incorporando a un viejo amigo del grupo, Jonathan Rodríguez, que regresaba de Nueva York a la Isla de Margarita, luego de 4 años de ausencia, en los que adquirió buena experiencia con 4 bandas en modestos escenarios del down town neoyorquino, como voz líder. 
Para mayo del 2001 graban su CD “Puerto Libre”. A finales de esta año Ranses y Chiara dejan la banda. El cual los hace fortalecer más aún lo que ellos llaman “El Círculo”.
Vía de Escape se presenta en sitios como Cumaná, Caracas, Mérida. Su CD “Puerto Libre” llega a España a las manos de Fernando Madina (REINCIDENTES) quien se propone a producirles un nuevo disco. Son invitados a participar en un recopilatorio de punk Venezolano, llamado “Borrachos y Bolingas”. Editado por Borrachos y Bolingas Records.
También forman parte del nuevo recopilado de ska “Venezuela SKA II”. De México les llega una invitación para participar en un recopilatorio, editado por REAC Pepedote Records. Junta a bandas como: VANTROI, ATAQUE 77, FERMIN MUGURUZA, BARRICADA, REINCIDENTES, entre otras.
Aceptando la oferta de Fernando como productor, Via de Escape se encierra a preparar su nuevo material. En agosto del 2002 entran en la sala de grabación de LATIN WORLD, con David Hernández como Ingeniero de grabación , para luego ser mezclado y masterizado en el ESTUDIO CENTRAL DE SEVILLA, España por Alfonso Espadero en octubre del 2002.
Este trabajo lleva por nombre “Pásame el Revólver” y fue distribuido independiente en VENEZUELA, ESPAÑA , COLOMBIA Y MÉXICO.
Actualmente Macuto, Leo, Daniel y Marco se encuentran componiendo el material que conformará su nueva producción discográfica

## Componentes
- Carlos "Macuto" Maneiro Voz Líder - Segunda Guitarra
- Leon Moser Guitarra Líder
- Daniel Moser Bajo
- Edmer Fernández ( BAMBAM ) Batería - Coros www.bambamdrums.es.tl

Ex - integrantes
- Marco Salaverria - Batería y coros (1994-2012).
- Jonathan Rodríguez - Voz líder - Segunda guitarra (2001-2007)
- Vanessa Rodríguez - Voz líder (1996-1998)
- Marcos Machado - Guitarra (1998-2001)
- Richard Mena - Voz líder (1998-2000)
- Salvador Villalobos - Voz líder (1994-1996).

## Discografía
- Radio Pirata Records
- Borrachos y Bolingas records Vol. 1
- Venezuela Ska II - RADIO PIRATA RECORDS
- Puerto Libre
- Pasame el Revólver